# Джонсон, Андерс (конькобежец)
Андерс Джонсон (англ. Anders Johnson; род. 24 сентября 1997 года, в Бернаби) — канадский шорт-трекист и конькобежец, чемпион мира, бронзовый призёр чемпионата Канады.

## Биография
Андерс Джонсон вырос в Бернаби, где и начал кататься на хоккейных коньках в возрасте 3-х лет. Он играл в хоккей до 12-го класса, но в возрасте 17-ти лет в Эдмонтоне перешёл в конькобежный спорт. В 2020 году впервые выступил на чемпионате Канады и занял 11-е место в забеге на 500 метров. Через два года Джонсон занял 6-е место на дистанции 1000 метров на чемпионате четырёх континентов в Калгари. В сезоне 2022/23 дебютировал на Кубке мира и на 5-м этапе в Польше с партнёрами одержал победу в командном спринте.
В сезоне 2023/24 он стал бронзовым призёром на чемпионате Канады в забеге на 500 метров, после участвовал на чемпионате четырёх континентов в Солт-Лейк-Сити, где выиграл командный спринт, и 15 февраля 2024 года на чемпионате мира на отдельных дистанциях в Калгари он завоевал золотую медаль в командном спринте.

## Личная жизнь
Андерс Джонсон окончил Университет Свободы в Линчберге на факультете "религоведение". Увлекается гольфом, ездой на велосипеде, играет на пианино, пишет песни. Его дед Дэнни Джонсон играл в хоккей в НХЛ в 1970-х годах за "Ванкувер Кэнакс" и "Детройт Ред Уингз".